# Te Raupo
Te Raupo ist eine kleine Siedlung im Far North District der Region Northland auf der Nordinsel von Neuseeland.

## Geographie
Die Siedlung befindet sich rund 1,3 km nördlich von Houhora am Westufer Houhora Harbour, einem Naturhafen an der Ostküste der Aupōuri Peninsula. Durch die Siedlung führt der New Zealand State Highway 1, der sie auf direktem Weg mit Houhora verbindet. Der nächstgelegenen größere Ort ist Kaitaia, das rund 40 km südsüdöstlich liegt.